# Narcisa Freixas i Cruells
Narcisa Freixas i Cruells, née le 13 décembre 1859 et morte le 20 décembre 1926, est une sculptrice, peintre et compositrice espagnole.

## Biographie
Narcisa Freixas i Cruells nait le 13 décembre 1859 à Sabadell, Barcelone, fille de Pere Freixas Sabater.
Elle étudie d'abord la peinture et la sculpture avec Modest Urgell i de Torcuato Tasso. Cependant, elle s'intéresse à la musique et vers 1900, elle se consacre à la musique et commence l'étude du piano avec Juan Bautista Pujol. Elle étudie également avec Felipe Pedrell et Enrique Granados.
Elle épouse Miquel Petit, un médecin qui meurt peu après, et perd sa fille en bas âge. Elle a un fils, le docteur Josep Maria Petit i Freixas.
Après 1900, Freixas publie des recueils de chansons catalanes et de chansons pour enfants, et contribue à l'éducation musicale des écoliers de Barcelone. Elle publie deux recueils de chansons enfantines qui remportent un prix au premier festival de musique catalane en 1905 et un autre aux Jeux floraux de Gérone en 1908.
En 1908, elle fonde l'école Cultura Musical Popular où elle enseigne le solfège, le chant et les danses folkloriques. Afin de diffuser la musique populaire, elle crée dans cette école une chorale avec laquelle elle donne de nombreux concerts dans les asiles, les hôpitaux, les prisons et les centres ouvriers. Le ministère de l'instruction publique, intéressé par ce projet, la contacte pour qu'elle réalise un projet similaire à Madrid, ce qu'elle concrétise en 1917. Son intérêt pour la diffusion et l'éducation dans le domaine de la musique populaire l'amène à créer la revue Biblioteca Juvenil de Cultura Musical Popular.
Elle vit quelque temps à La Garriga où elle encourage la vie intellectuelle locale et, après y être allée prendre quelques bains thermaux, elle décide un été d'y construire une maison qu'elle commande à l'architecte Joaquim Raspall en 1912. Elle y reçoit la visite d'artites tels que Joan Maragall, Josep Carner, Josep Maria López-Picó, Rubén Darío, Felip Pedrell, Amadeu Vives, Lluïsa Vidal ou un des fils de Wagner. Enric Granados passe de longues saisons avec sa famille près de la maison de Narcisa Freixas.
Sa contribution dans le domaine de la pédagogie musicale destinée aux enfants est précurseur du mouvement de renouveau pédagogique musical qui aura lieu dans les années à venir. En reconnaissance de son travail pédagogique, elle reçoit à Madrid la croix d'Alphonse XII qu'elle refuse car elle se sent déjà assez honorée de l'affection des enfants.
Elle meurt à Barcelone le 20 décembre 1926.

## Œuvres
Freixas a composé pour voix et instruments et était connu pour ses chansons pour enfants.
- La font del romaní pour voix et piano
- L'ametller (« A mig aire de la serra veig un ametller florit »), pour voix et piano
- La barca (« La doncella baixa al riu al trenc de l'alba »), pour voix et piano
- La son soneta, pour voix et piano
- Primaveral (« On va el Sol de març revestit de festa ? »), pour voix et piano
- L'ombra de Natzaret (« Sentadeta va filant la Natsarena Maria »), pour voix et piano
- Dolorosa ("Rient les penes fugen de quí les té"), pour voix et piano
- Lo filador d'or (« N'hi ha un argenter a l'Argenteria »), pour voix et piano
- Ai, l'esperança (« Era una tarda serena »), pour voix et piano

Un recueil de ses chansons pour enfants en espagnol a été publié en 1927 sous le titre Cancons D'Infants.

## Discographie
- Compositores catalanes. Generació modernista (CD). Maria Teresa Garrigosa (soprano) et Heidrun Bergander (piano). La mà de guido. Dip.leg. B-45116-2008. Contient des chansons de Narcisa Freixas, Carmen Karr, Isabel Güell i López et Luisa Casagemas[9]
- CD Narcisa Freixas (1859-1926) Intégrale pour piano. Ester Vela (pianiste). La mà de guido. LMG 2161. Dip.leg. B-23421-2019[10]

## Prix
- 1905: Premio de la Fiesta de la Música Catalana.
- 1908: Premio de los Juegos Florales de Gerona